# Buckhorn (Pennsylvanie)
Buckhorn est une census-designated place située dans le comté de Columbia, dans l’État de Pennsylvanie, aux États-Unis. Lors du recensement de 2020, elle compte 332 habitants.